# Ched Evans

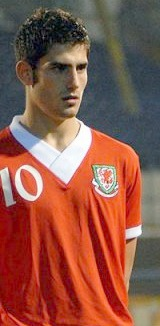
Ched Evans

Chedwyn Michael "Ched" Evans född 28 december 1988 i St Asap, Denbighshire, är en walesisk fotbollsspelare som spelar för Preston North End. Evans har även spelat för Manchester City, Norwich City och Sheffield United FC som han såldes till för tre miljoner pund år 2009. Evans dömdes för våldtäkt till fem års fängelse 2012 och blev frisläppt ifrån fängelse 2014. Han har sedan dess försökt rentvå sitt namn bland annat med en överklagan av domslutet till Criminal Cases Review Commission.. ched har nyligen skrivit på för league one klubben chesterfield och han har även fått sin gamla dom uppriven så han ska få en ny rättegång under året då ny bevisning har inkommit i fallet.